# Desetkotnik
Desétkotnik ali s tujko dékagon je v ravninski geometriji mnogokotnik z desetimi stranicami, desetimi oglišči in desetimi notranjimi koti.

## Splošne značilnosti
V pravilnem desetkotniku so vse stranice in koti enaki, notranji kot pa znaša 8π/10 radianov, oziroma 144 stopinj. Pravilni desetkotnik je kot vsi pravilni mnogokotniki tetivni in hkrati tangentni mnogokotnik ter zato tudi bicentrični mnogokotnik. Vsota notranjih kotov v enostavnem desetkotniku je enaka 1440°. Njegov Schläflijev simbol je {10}.
Dolžina stranice {\displaystyle a\,\!} je:
{\displaystyle a={\frac {R}{\Phi }}\!\,,}
kjer sta {\displaystyle R\,\!} polmer očrtane krožnice, {\displaystyle \Phi \,\!} pa število zlatega reza:
{\displaystyle \Phi ={\frac {1+{\sqrt {5}}}{2}}\!\,.}

## Obseg
Obseg pravilnega desetkotnika je:
{\displaystyle o=10a\!\,.}

## Ploščina
Ploščina pravilnega desetkotnika s stranico {\displaystyle a\,\!} je:
{\displaystyle p={\frac {5}{2}}\,\operatorname {ctg} \,{\frac {\pi }{10}}a^{2}={\frac {5a^{2}}{2}}{\sqrt {5+2{\sqrt {5}}}}\approx 7,694209a^{2}\!\,,}
oziroma s polmerom očrtanega kroga {\displaystyle R\,\!}:
{\displaystyle p=5R^{2}\sin {\frac {\pi }{5}}\approx 2,93893R^{2}\!\,.}

## Konstrukcija
Pravilni desetkotnik lahko skonstruiramo z ravnilom in šestilom.